# Ctenotus helenae
Ctenotus helenae (глинистий гребневухий сцинк) — вид сцинкоподібних ящірок родини сцинкових (Scincidae). Ендемік Австралії.

## Поширення і екологія
Глинисті гребневухі сцинки мешкають в пустельних районах Центральної Австралії, на території Західної Австралії, Південної Австралії, Північної Території і Квінсленда. Вони живуть в різноманітних природних середовищах, зокрема в рідколіссях, на луках і в пустелях, у місцевостях з важкими глинистими ґрунтами, серед дюн. Відкладають яйця.